# Новогригорівська Перша сільська рада
| Новогригорівська Перша сільська рада — орган місцевого самоврядування у Долинському районі Кіровоградської області з адміністративним центром у с. Новогригорівка Перша. Сільській раді підпорядковані населені пункти: - с. Новогригорівка Перша - с. Широка Балка |

## Склад ради
Рада складається з 16 депутатів та голови.

### Керівний склад ради
| ПІБ                      | Основні відомості                                                                       | Дата обрання | Дата звільнення |
| ------------------------ | --------------------------------------------------------------------------------------- | ------------ | --------------- |
| Будяк Юрій Григорович    | Сільський голова, 1965 року народження, освіта                                          | 26.03.2006   | 31.10.2010      |
| Журавльов Павло Іванович | Сільський голова, 1960 року народження, освіта середня спеціальна, член Партії регіонів | 31.10.2010   |                 |

Примітка: таблиця складена за даними джерела

## Населення
Згідно з переписом УРСР 1989 року чисельність наявного населення сільської ради становила 2458 осіб, з яких 1108 чоловіків та 1350 жінок.
За переписом населення України 2001 року в сільській раді мешкало 1375 осіб.

### Мова
Розподіл населення за рідною мовою за даними перепису 2001 року:
| Мова       | Відсоток |
| ---------- | -------- |
| українська | 97,08 %  |
| російська  | 2,55 %   |
| білоруська | 0,15 %   |
| молдовська | 0,15 %   |
| угорська   | 0,07 %   |